# Власов, Владимир Степанович (футбольный судья)
Владимир Степанович Власов  (род. 23 декабря 1962, Калуга) — советский и российский футбольный нападающий и судья. Воспитанник ДЮСШ Спас-Деменска. Играл за калужский «Авангард/Турбостроитель» в турнирах КФК в первенстве СССР.
В 1992 году в составе «Турбостроителя» играл во втором дивизионе России. По окончании сезона завершил карьеру игрока.
Работал арбитром с 1995 года. В 2002—2004 годах был главным судьёй на девятнадцати матчах российского высшего дивизиона. Завершил карьеру арбитра по окончании сезона 2006 года.